# Proceratophrys pombali
Proceratophrys pombali é uma espécie de anfíbio da família Odontophrynidae. Endêmica do Brasil, pode ser encontrada nos municípios de Itanhaém e Santos, no estado de São Paulo.